# Szinkronúszás a 2016. évi nyári olimpiai játékokon
A 2016. évi nyári olimpiai játékokon a szinkronúszásban két versenyszámot rendeztek. A versenyszámokat augusztus 14. és 19. között rendezték.

## Éremtáblázat
| A 2016. évi nyári olimpiai játékok éremtáblázata szinkronúszásban | A 2016. évi nyári olimpiai játékok éremtáblázata szinkronúszásban | A 2016. évi nyári olimpiai játékok éremtáblázata szinkronúszásban | A 2016. évi nyári olimpiai játékok éremtáblázata szinkronúszásban | A 2016. évi nyári olimpiai játékok éremtáblázata szinkronúszásban | Olimpia  |
| ----------------------------------------------------------------- | ----------------------------------------------------------------- | ----------------------------------------------------------------- | ----------------------------------------------------------------- | ----------------------------------------------------------------- | -------- |
|                                                                   | Ország                                                            | Arany                                                             | Ezüst                                                             | Bronz                                                             | Összesen |
| 1.                                                                | Oroszország (RUS)                                                 | 2                                                                 | 0                                                                 | 0                                                                 | 2        |
|                                                                   |                                                                   |                                                                   |                                                                   |                                                                   |          |
| 2.                                                                | Kína (CHN)                                                        | 0                                                                 | 2                                                                 | 0                                                                 | 2        |
|                                                                   |                                                                   |                                                                   |                                                                   |                                                                   |          |
| 3.                                                                | Japán (JPN)                                                       | 0                                                                 | 0                                                                 | 2                                                                 | 2        |
|                                                                   |                                                                   |                                                                   |                                                                   |                                                                   |          |
| Összesen                                                          | Összesen                                                          | 2                                                                 | 2                                                                 | 2                                                                 | 6        |

## Érmesek
| A 2016. évi nyári olimpiai játékok érmesei szinkronúszásban | | | |
| Versenyszám                                                 | Arany | Ezüst | Bronz |
| Páros                                                       | Oroszország (RUS) · Natalja Iscsenko · Szvetlana Romasina | Kína (CHN) · Huang Hszüe-csen (Huang Xuechen) · Szun Ven-jan (Sun Wenyan) | Japán (JPN) · Inui Jukiko · Micui Riszako |
| Csapat                                                      | Oroszország (RUS) · Vlada Csigirova · Natalja Iscsenko · Szvetlana Kolesznyicsenko · Alekszandra Packevics · Jelena Prokofjeva · Szvetlana Romasina · Alla Siskina · Marija Surocskina · Gelena Topilina | Kína (CHN) · Ku Hsziao (Gu Xiao) · Kuo Li (Guo Li) · Li Hsziao-lu (Li Xiaolu) · Liang Hszin-ping (Liang Xinping) · Szun Ven-jan (Sun Wenyan) · Tang Meng-ni · Jin Cseng-hszin (Yin Chengxin) · Ceng Csen (Zeng Zhen) · Huang Hszüe-csen (Huang Xuechen) | Japán (JPN) · Hakojama Aika · Inui Jukiko · Marumo Kei · Micui Riszako · Nakamaki Kanami · Nakamura Mai · Omata Kano · Josida Kurumi · Hajasi Aiko |